# Campeonato Europeu de Natação em Piscina Curta de 2015
O Campeonato Europeu de Natação em Piscina Curta de 2015 foi a 18ª edição do evento organizado pela Liga Europeia de Natação (LEN). A competição foi realizada entre os dias 2 e 6 de dezembro de 2015 no Instituto Wingate, em Netanya em Israel. Contou com a presença de 500 atletas de 48 nacionalidades, com destaque para a Hungria com 11 medalhas de ouro. 

## Medalhistas
Esses foram os resultados da competição. 

### Masculino
| Evento          | Ouro | Ouro     | Prata | Prata    | Bronze | Bronze   |
| 50 m Livre      | Evgeny Sedov · Rússia                                                                                         | 20.87    | Marco Orsi · Itália                                                                                         | 20.92    | Sebastian Szczepanski · Polónia                                                                                     | 21.21    |
| 100 m Livre     | Marco Orsi · Itália                                                                                           | 46.05    | Pieter Timmers · Bélgica                                                                                    | 46.61    | Sebastian Szczepanski · Polónia                                                                                     | 46.87    |
| 200 m Livre     | Paul Biedermann · Alemanha                                                                                    | 1:42.68  | Pieter Timmers · Bélgica                                                                                    | 1:42.85  | Glenn Surgeloose · BélgicaViacheslav Andrusenko · Rússia                                                            | 1:43.55  |
| 400 m Livre     | Péter Bernek · Hungria                                                                                        | 3:35.46  | Paul Biedermann · Alemanha                                                                                  | 3:35.96  | Gabriele Detti · Itália                                                                                             | 3:37.22  |
| 1500 m Livre    | Gregorio Paltrinieri · Itália                                                                                 | 14:08.06 | Gabriele Detti · Itália                                                                                     | 14:18.00 | Henrik Christiansen · Noruega                                                                                       | 14:23.60 |
| 50 m Costas     | Tomasz Polewka · Polónia                                                                                      | 22.96    | Chris Walker-Hebborn · Reino UnidoSimone Sabbioni · Itália                                                  | 23.09    | Nenhum |          |
| 100 m Costas    | Radosław Kawęcki · Polónia                                                                                    | 49.64    | Stanislav Donets · Rússia                                                                                   | 50.30    | Chris Walker-Hebborn · Reino Unido                                                                                  | 50.35    |
| 200 m Costas    | Radosław Kawęcki · Polónia                                                                                    | 1:48.33  | Yakov Toumarkin · Israel                                                                                    | 1:49.84  | Simone Sabbioni · Itália                                                                                            | 1:50.75  |
| 50 m Peito      | Damir Dugonjič · Eslovênia                                                                                    | 26.20    | Adam Peaty · Reino Unido                                                                                    | 26.21    | Oleg Kostin · RússiaAlexander Murphy · Irlanda                                                                      | 26.35    |
| 100 m Peito     | Marco Koch · Alemanha                                                                                         | 56.78    | Adam Peaty · Reino Unido                                                                                    | 56.96    | Giedrius Titenis · Lituânia                                                                                         | 57.02    |
| 200 m Peito     | Marco Koch · Alemanha                                                                                         | 2:00.53  | Dániel Gyurta · Hungria                                                                                     | 2:01.99  | Andrew Willis · Reino Unido                                                                                         | 2:02.76  |
| 50 m Borboleta  | Andriy Hovorov · Ucrânia                                                                                      | 22.36    | Yauhen Tsurkin · Bielorrússia                                                                               | 22.56    | Aleksandr Popkov · Rússia                                                                                           | 22.69    |
| 100 m Borboleta | László Cseh · Hungria                                                                                         | 49.33    | Matteo Rivolta · Itália                                                                                     | 49.70    | Nikita Konovalov · Rússia                                                                                           | 50.28    |
| 200 m Borboleta | László Cseh · Hungria                                                                                         | 1:49.00  | Viktor Bromer · Dinamarca                                                                                   | 1:51.62  | Simon Sjödin · Suécia                                                                                               | 1:52.89  |
| 100 m Medley    | Sergey Fesikov · Rússia                                                                                       | 52.00    | Yakov Toumarkin · Israel                                                                                    | 52.62    | Andreas Vazaios · Grécia                                                                                            | 52.67    |
| 200 m Medley    | László Cseh · Hungria                                                                                         | 1:51.36  | Philip Heintz · Alemanha                                                                                    | 1:53.21  | Diogo Carvalho · Portugal                                                                                           | 1:53.45  |
| 400 m Medley    | Dávid Verrasztó · Hungria                                                                                     | 4:02.43  | Roberto Pavoni · Reino Unido                                                                                | 4:02.69  | Gal Nevo · Israel                                                                                                   | 4:04.68  |
| 4x50 m Livre    | Rússia · Evgeny Sedov (20.71) · Andrey Arbuzov (20.94) · Aleksandr Kliukin (20.93) · Nikita Konovalov (20.91) | 1:23.49  | Itália · Federico Bocchia (21.56) · Marco Orsi (20.46) · Giuseppe Guttuso (21.20) · Filippo Magnini (21.22) | 1:24.44  | Bielorrússia · Yauhen Tsurkin (21.83) · Anton Latkin (21.11) · Viktar Staselovich (21.03) · Artyom Machekin (21.04) | 1:25.01  |
| 4x50 m Medley   | Itália · Simone Sabbioni (23.29) · Fabio Scozzoli (25.88) · Matteo Rivolta (22.19) · Marco Orsi (20.35)       | 1:31.71  | Rússia · Andrei Shabasov (23.46) · Oleg Kostin (26.05) · Aleksandr Popkov (22.26) · Evgeny Sedov (20.40)    | 1:32.17  | Bielorrússia · Pavel Sankovich (23.45) · Ilya Shymanovich (26.59) · Yauhen Tsurkin (21.99) · Anton Latkin (21.18)   | 1:33.21  |

### Feminino
| Evento          | Ouro | Ouro    | Prata | Prata   | Bronze | Bronze  |
| 50 m Livre      | Ranomi Kromowidjojo · Países Baixos                                                                                  | 23.56   | Sarah Sjöström · Suécia                                                                                                | 23.63   | Jeanette Ottesen · Dinamarca                                                                                            | 23.94   |
| 100 m Livre     | Sarah Sjöström · Suécia                                                                                              | 51.37   | Ranomi Kromowidjojo · Países Baixos                                                                                    | 51.59   | Veronika Popova · Rússia                                                                                                | 52.02   |
| 200 m Livre     | Federica Pellegrini · Itália                                                                                         | 1:51.89 | Veronika Popova · Rússia                                                                                               | 1:52.46 | Femke Heemskerk · Países Baixos                                                                                         | 1:52.81 |
| 400 m Livre     | Jazmin Carlin · Reino Unido                                                                                          | 3:58.81 | Katinka Hosszú · Hungria                                                                                               | 3:58.84 | Boglárka Kapás · Hungria                                                                                                | 3:59.02 |
| 800 m Livre     | Jazmin Carlin · Reino Unido                                                                                          | 8:11.01 | Boglárka Kapás · Hungria                                                                                               | 8:11.43 | Sharon van Rouwendaal · Países Baixos                                                                                   | 8:15.84 |
| 50 m Costas     | Katinka Hosszú · Hungria                                                                                             | 26.13   | Aleksandra Urbańczyk · Polónia                                                                                         | 26.27   | Sanja Jovanović · Croácia                                                                                               | 26.45   |
| 100 m Costas    | Katinka Hosszú · Hungria                                                                                             | 55.42   | Alicja Tchórz · Polónia                                                                                                | 57.17   | Eygló Ósk Gústafsdóttir · Islândia                                                                                      | 57.42   |
| 200 m Costas    | Katinka Hosszú · Hungria                                                                                             | 1:59.84 | Daria Ustinova · Rússia                                                                                                | 2:01.57 | Eygló Ósk Gústafsdóttir · Islândia                                                                                      | 2:03.53 |
| 50 m Peito      | Jenna Laukkanen · Finlândia                                                                                          | 29.71   | Fanny Lecluyse · Bélgica                                                                                               | 29.84   | Natalia Ivaneeva · Rússia                                                                                               | 29.99   |
| 100 m Peito     | Jenna Laukkanen · Finlândia                                                                                          | 1:04.56 | Moniek Nijhuis · Países Baixos                                                                                         | 1:05.21 | Viktoriya Zeynep Gunes · Turquia                                                                                        | 1:05.32 |
| 200 m Peito     | Fanny Lecluyse · Bélgica                                                                                             | 2:18.49 | Maria Astashkina · Rússia                                                                                              | 2:19.69 | Viktoriya Zeynep Gunes · Turquia                                                                                        | 2:19.73 |
| 50 m Borboleta  | Sarah Sjöström · Suécia                                                                                              | 24.58   | Jeanette Ottesen · Dinamarca                                                                                           | 25.04   | Silvia Di Pietro · Itália                                                                                               | 25.26   |
| 100 m Borboleta | Sarah Sjöström · Suécia                                                                                              | 55.03   | Jeanette Ottesen · Dinamarca                                                                                           | 55.68   | Alexandra Wenk · Alemanha                                                                                               | 56.43   |
| 200 m Borboleta | Franziska Hentke · Alemanha                                                                                          | 2:03.01 | Lara Grangeon · França                                                                                                 | 2:03.85 | Alessia Polieri · Itália                                                                                                | 2:04.37 |
| 100 m Medley    | Katinka Hosszú · Hungria                                                                                             | 56.67   | Siobhan-Marie O'Connor · Reino Unido                                                                                   | 57.65   | Marrit Steenbergen · Países Baixos                                                                                      | 59.00   |
| 200 m Medley    | Katinka Hosszú · Hungria                                                                                             | 2:02.53 | Siobhan-Marie O'Connor · Reino Unido                                                                                   | 2:05.13 | Louise Hansson · Suécia                                                                                                 | 2:07.96 |
| 400 m Medley    | Katinka Hosszú · Hungria                                                                                             | 4:19.75 | Hannah Miley · Reino Unido                                                                                             | 4:26.87 | Lara Grangeon · França                                                                                                  | 4:27.31 |
| 4x50 m Livre    | Itália · Silvia Di Pietro (24.03) · Erika Ferraioli (23.59) · Aglaia Pezzato (24.14) · Federica Pellegrini (24.29)   | 1:36.05 | Países Baixos · Inge Dekker (24.41) · Femke Heemskerk (24.01) · Tamara van Vliet (24.52) · Ranomi Kromowidjojo (23.26) | 1:36.20 | Rússia · Rozaliya Nasretdinova (24.40) · Veronika Popova (23.92) · Daria Kartashova (24.19) · Nataliya Lovtsova (24.11) | 1:36.62 |
| 4x50 m Medley   | Países Baixos · Tessa Vermeulen (27.51) · Moniek Nijhuis (29.27) · Inge Dekker (25.10) · Ranomi Kromowidjojo (22.97) | 1:44.85 | Suécia · Louise Hansson (27.23) · Sophie Hansson (29.82) · Sarah Sjöström (24.33) · Magdalena Kuras (23.96)            | 1:45.34 | Itália · Elena Gemo (26.95) · Martina Carraro (30.06) · Silvia Di Pietro (24.98) · Erika Ferraioli (23.74)              | 1:45.73 |

### Misto
| Evento        | Ouro | Ouro    | Prata | Prata   | Bronze | Bronze  |
| 4x50 m Livre  | Itália · Federico Bocchia (21.58) · Marco Orsi (20.46) · Silvia Di Pietro (23.63) · Erika Ferraioli (23.59)    | 1:29.26 | Rússia · Evgeny Sedov (21.14) · Nikita Konovalov (20.85) · Nataliya Lovtsova (23.63) · Rozaliya Nasretdinova (23.97)   | 1:29.59 | Países Baixos · Jesse Puts (21.74) · Ben Schwietert (21.78) · Inge Dekker (23.78) · Ranomi Kromowidjojo (22.73)                  | 1:30.03 |
| 4x50 m Medley | Itália · Simone Sabbioni (23.50) · Fabio Scozzoli (25.99) · Silvia Di Pietro (25.24) · Erika Ferraioli (23.60) | 1:38.33 | Rússia · Andrei Shabasov (23.52) · Andrei Nikolaev (25.69) · Alina Kashinskaya (25.47) · Rozaliya Nasretdinova (23.68) | 1:38.36 | Bielorrússia · Pavel Sankovich (23.50) · Ilya Shymanovich (26.64) · Sviatlana Khakhlova (25.33) · Aleksandra Gerasimenya (23.56) | 1:39.03 |

## Quadro de medalhas
O quadro de medalhas foi publicado. 
| Ordem | País          | Medalha de ouro | Medalha de prata | Medalha de bronze | Total |
| ----- | ------------- | --------------- | ---------------- | ----------------- | ----- |
| 1     | Hungria       | 11              | 3                | 1                 | 15    |
| 2     | Itália        | 7               | 5                | 5                 | 17    |
| 3     | Alemanha      | 4               | 2                | 1                 | 7     |
| 4     | Rússia        | 3               | 7                | 7                 | 17    |
| 5     | Polónia       | 3               | 2                | 2                 | 7     |
| 5     | Suécia        | 3               | 2                | 2                 | 7     |
| 7     | Reino Unido   | 2               | 7                | 2                 | 11    |
| 8     | Países Baixos | 2               | 3                | 4                 | 9     |
| 9     | Finlândia     | 2               | 0                | 0                 | 2     |
| 10    | Bélgica       | 1               | 3                | 1                 | 5     |
| 11    | Eslovênia     | 1               | 0                | 0                 | 1     |
| 11    | Ucrânia       | 1               | 0                | 0                 | 1     |
| 13    | Dinamarca     | 0               | 3                | 1                 | 4     |
| 14    | Israel        | 0               | 2                | 1                 | 3     |
| 15    | Bielorrússia  | 0               | 1                | 3                 | 4     |
| 16    | França        | 0               | 1                | 1                 | 2     |
| 17    | Islândia      | 0               | 0                | 2                 | 2     |
| 17    | Turquia       | 0               | 0                | 2                 | 2     |
| 19    | Croácia       | 0               | 0                | 1                 | 1     |
| 19    | Grécia        | 0               | 0                | 1                 | 1     |
| 19    | Irlanda       | 0               | 0                | 1                 | 1     |
| 19    | Lituânia      | 0               | 0                | 1                 | 1     |
| 19    | Noruega       | 0               | 0                | 1                 | 1     |
| 19    | Portugal      | 0               | 0                | 1                 | 1     |
| Total | Total         | 40              | 41               | 41                | 122   |

Legenda
| Recorde mundial       | Recorde mundial (World record)               |                       | Recorde africano                      | Recorde africano (African) |                                           | Q | Classificado por posição (Qualified) |
| Recorde do campeonato | Recorde do campeonato (Championship record)  | Recorde da América    | Recorde da América (Americas)         | q                          | Classificado por melhor tempo (Qualified) |   |                                      |
| Melhor marca do ano   | Melhor marca do ano (World leading)          | Recorde asiático      | Recorde asiático (Asian)              | DNS                        | Não largou (Did not start)                |   |                                      |
| Recorde nacional      | Recorde nacional (National record)           | Recorde europeu       | Recorde europeu (European)            | DNF                        | Não terminou (Did not finish)             |   |                                      |
| Recorde pessoal       | Recorde pessoal do atleta (Personal best)    | Recorde da Oceania    | Recorde da Oceania (Oceania)          | DSQ / DQ                   | Desclassificado (Disqualified)            |   |                                      |
| Recorde da temporada  | Recorde da temporada do atleta (Season best) | Recorde sul-americano | Recorde sul-americano (South America) | NM                         | Sem marca (No mark)                       |   |                                      |